# Putscheid
Putscheid (lussemburghese: Pëtscht) è un comune del Lussemburgo nord-orientale. Fa parte del cantone di Vianden, nel distretto Diekirch.
Nel 2001, la città di Putscheid, capoluogo del comune che si trova al centro del suo territorio, aveva una popolazione di 35 abitanti. Le altre località che fanno capo al comune sono Gralingen, Stolzembourg e Weiler.